# Krông Nô, Đắk Lắk
Krông Nô là một xã thuộc tỉnh Đắk Lắk, Việt Nam.
Xã Krông Nô có diện tích 281,80 km², dân số năm 1999 là 3.538 người, mật độ dân số đạt 12,6 người/km².